# هزینه متغیر متوسط

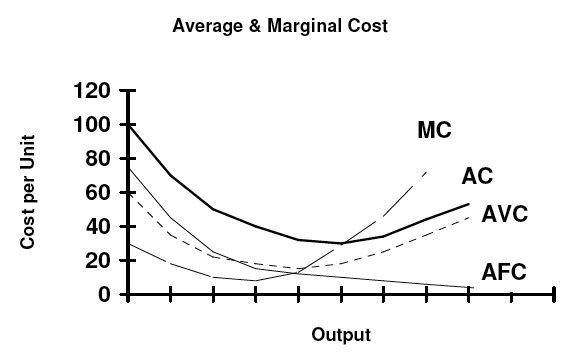
Short-run cost curves.
Average cost (AC)
Average variable cost (AVC)
Average fixed cost (AFC)
هزینه نهایی (MC; crosses the minimum points of both the AC and AFC curves)

هزینه متغیر متوسط در علم اقتصاد از تقسیم تمام هزینه‌های متغیر بر مقدار تولیدات، به‌دست می‌آید. با توجه به قانون بازدهی غیر نسبی در آغاز هزینه متغیر متوسط سیر نزولی داشته، اما با عبور از یک حداقل، افزایش پیدا می‌کند.
{\displaystyle {\text{AVC}}={\frac {\text{VC}}{\text{Q}}}}